# Andrew Justice
Andrew Justice (19. januar 1951 - 17. juni 2005) var en britisk roer.
Justice var med i Storbritanniens otter, der vandt sølv ved OL 1980 i Moskva. Briterne blev i finalen kun besejret af Østtyskland, der vandt guld, mens Sovjetunionen tog bronzemedaljerne. Den øvrige besætning i briternes båd var Duncan McDougall, Allan Whitwell, Henry Clay, Chris Mahoney, John Pritchard, McGowan, Stanhope og styrmand Colin Moynihan. Han deltog også ved OL 1976 i Montreal, som del af den britiske dobbeltfirer, der ikke vandt medalje.

## OL-medaljer
- 1980:  Sølv i otter